# Sói 100%
Sói 100% là một bộ phim hoạt hình năm 2020 của đạo diễn Alexs Stadermann và sản xuất bởi Alexia Gates-Foale và Barbara Stephen.

## Cốt truyện
Câu chuyện của bộ phim kể về một cậu bé mang tên Freddy Lupin sở hữu một viên đá mặt trăng ma thuật, và là người thừa hưởng khả năng lãnh đạo của những người sói.

## Diễn viên
- Ilai Swindells
- Magda Szubanski
- Rhys Darby
- Akmal Saleh